# Dolores (Samar Oriental)
Dolores é um município de  terceira classe de renda municipal (d) na província Samar Oriental, nas Filipinas. De acordo com o censo de 1 de maio  de  2020 possui uma população de 44 626 pessoas e 10 542 domicílios.